# Usine Toray de Saint-Maurice-de-Beynost
Vous lisez un « bon article » labellisé en 2012.
L'usine textile et chimique de Saint-Maurice-de-Beynost, dans sa forme actuelle usine Toray de Saint-Maurice-de-Beynost, est une usine fondée en 1929 à Saint-Maurice-de-Beynost, dans le département de l'Ain. Elle constituait originellement la seconde usine de la Société lyonnaise de soie artificielle (SLSA), qui devient rapidement la Société lyonnaise de textiles (SLT) puis le Comptoir des textiles artificiels (CTA). En 1959, l'usine est reprise et reconvertie en production chimique (papier film) par La Cellophane. Cette dernière passe par la suite sous le contrôle de Rhône-Poulenc puis de  Toray Films Europe, depuis 1996.
La construction puis la production effective de l'usine, à la fin des années 1920, a pour conséquence un fort afflux de main-d'œuvre à Saint-Maurice-de-Beynost ; la population quintuple en cinq ans, passant d'environ 300 habitants en 1926 à plus de 1 500 en 1931. La présence de l'usine a eu une forte influence sur la ville, tant au niveau de l'habitat qu'au niveau de la vie sociale. Dans les années 2010, l'usine reste le principal employeur de Saint-Maurice-de-Beynost, avec près de 500 employés.
Voir aussi : carte des lieux relatifs à l'usine.

## Histoire

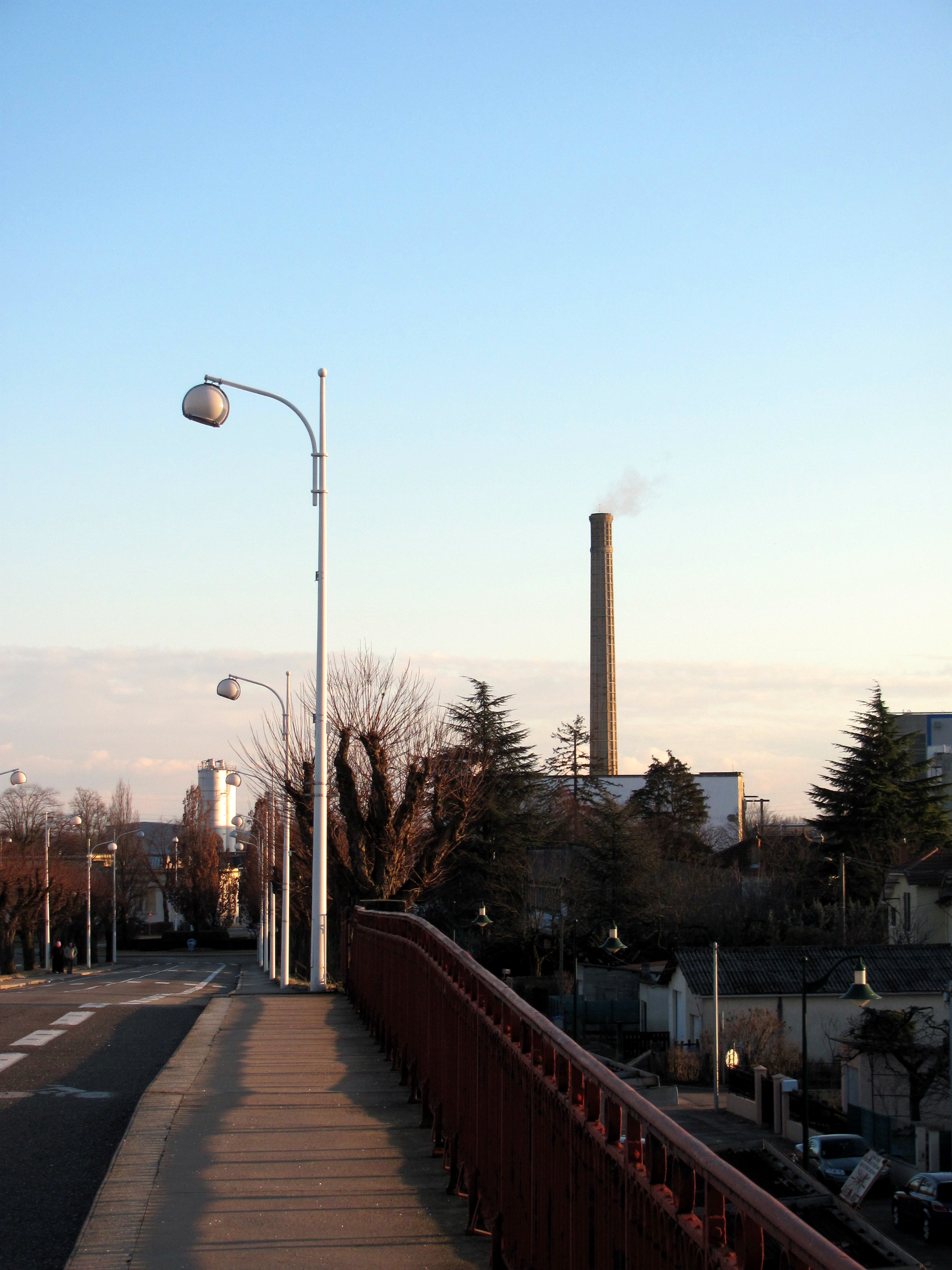
Vue de l'actuelle cheminée de l'usine, depuis l'Avenue Maurice Cusin qui enjambe la ligne de chemin de fer, à Saint-Maurice-de-Beynost.

### De la création à la fermeture de 1959
Les années 1920 voient l'installation d'une ceinture de nouvelles usines textiles dans la région lyonnaise, en particulier à Saint-Maurice-de-Beynost. En effet, Maurice Cusin recherche un emplacement en région lyonnaise pour établir la seconde usine de la Société lyonnaise de soie artificielle (SLSA), après celle de Décines créée en 1922. En 1928, le conseil municipal de Saint-Maurice-de-Beynost émet un avis favorable à l'installation de cette usine sur le territoire communal,. Localement, quelques réticences s'expriment (par crainte des nuisances dues à l'activité industrielle) mais malgré elles, Maurice Cusin achète 50 hectares situés dans Les Brotteaux, entre le canal de Miribel et la ligne de chemin de fer Lyon - Genève.
La construction de l'usine commence dès 1928 ; celle-ci se termine courant de l'année 1930. La production de soie artificielle est donc effective dès 1930. La cheminée de 110 mètres de haut est construite dès 1928 ; elle est détruite en 1972 par dynamitage. Une autre cheminée à la taille plus modeste existait déjà ; elle fut conservée et est toujours visible.
En 1930, des ouvriers d'origine principalement arménienne et polonaise quittent la première usine de la SLSA (celle de Décines), pour venir travailler à Saint-Maurice-de-Beynost,. La main-d'œuvre est essentiellement étrangère et vient principalement du Moyen-Orient, de Pologne, d'Espagne et du Portugal. Dans les années 1960, une seconde vague d'immigration destinée à combler les besoins en main-d'œuvre, voit les nouveaux ouvriers de l'usine venir principalement d'Afrique du Nord.
En 1934, la SLSA devient la Société lyonnaise de textiles (SLT), toujours dirigée par Maurice Cusin. Comme de nombreuses usines en France, les mois de mai-juin 1936 sont des périodes de fortes grèves à l'usine ; celle-ci étant même occupée par les ouvriers, durant quelque temps.
À partir de 1956, l'activité de l'usine décline du fait notamment d'une concurrence accrue, ce qui aboutit à l'absorption en 1957 par le Comptoir des textiles artificiels (CTA) des deux usines de la SLS. L'usine de Décines compte alors 1 100 employés. Enfin, le 2 février 1959, la fermeture des deux usines de Décines et de Saint-Maurice-de-Beynost est annoncée pour le 1er avril de l'année. Tous les employés (560 en 1959) sont licenciés. En avril 1959, la production cesse et les ateliers sont effectivement fermés.

### CIPSO puisLa Cellophane
En 1959, les actifs de l'usine sont vendus à la Compagnie industrielle de plastique semi-ouvrés de Paris (CIPSO) : dix employés sont maintenus sur le site pour préparer les locaux pour le repreneur. Une nouvelle activité pour le site est alors décidée ; celle-ci reprendra en 1960 : elle consiste en la production de Terphane, nom commercial du polytéréphtalate d'éthylène, c'est-à-dire de polyester saturé. Dans l'intervalle entre la fin du CTA et la reprise de l'usine par le CIPSO, la plupart des ouvriers de l'usine ont été reclassés dans d'autres usines de la région, notamment à Vaise. Au démarrage de l'activité du CIPSO, les anciens du CTA sont sollicités pour revenir travailler à Saint-Maurice-de-Beynost.
En 1966, le CIPSO est absorbé par La Cellophane ; l'usine y gagne localement son surnom dans le langage oral : « La Cellophane ». En 1967, l'activité est florissante : l'usine fait venir des travailleurs immigrés provenant essentiellement du Maroc et du Portugal.

#### Grèves de 1967 et 1968
L'année 1967 est également marquée par une grande grève qui durera trois semaines à compter du 15 mars, : les deux revendications principales sont relatives à la prime de rendement et à l'augmentation espérée du salaire de base. Dès le 16 mars, des piquets de grève installés à chaque entrée de l'usine, conduisent à l'occupation de l'usine qui n'est alors plus accessible. Le 17 mars, des élus — notamment le député de l'Ain Émile Dubuis et son successeur Guy de La Verpillière dans la 3e circonscription dès avril 1967 — se proposent comme médiateurs. À partir du 19 mars, les grévistes s'organisent et reçoivent l'aide de la mairie qui distribue des bons d'achats aux familles ; l'office HLM est également contacté pour réclamer que soit différée la date de paiement des loyers. Jusqu'au 23 mars, des rencontres se succèdent entre le préfet de l'Ain Georges Dupoizat de Villemont, l'inspecteur du travail, le maire de Saint-Maurice-de-Beynost André Trichard et (successivement) les élus CGT et CFDT puis la direction de l'usine. À partir du 23, la grève se durcit : le 30 mars, une grande manifestation est organisée à Bourg-en-Bresse. Deux jours plus tard, le 1er avril, une seconde manifestation est organisée à Saint-Maurice-de-Beynost. Le 3 avril, les représentants des grévistes sont reçus par les dirigeants de La Cellophane, à Paris. Une réunion de conciliation est finalement organisée le 5 avril à 15 h à la mairie ; Michel Branciard écrit ces mots pour décrire le déroulement de cette réunion, du point de vue des grévistes :

« De 15 h à 22 h, le pessimisme règne, les négociations progressent peu, sauf la prime de productivité. À 22 h, suspension de séance et visite au piquet de grève où les hommes deviennent de plus en plus nerveux ; les délégués doivent les raisonner pour éviter des bavures. »

— Michel Branciard, La CFDT dans l'Ain, évolution depuis 1920

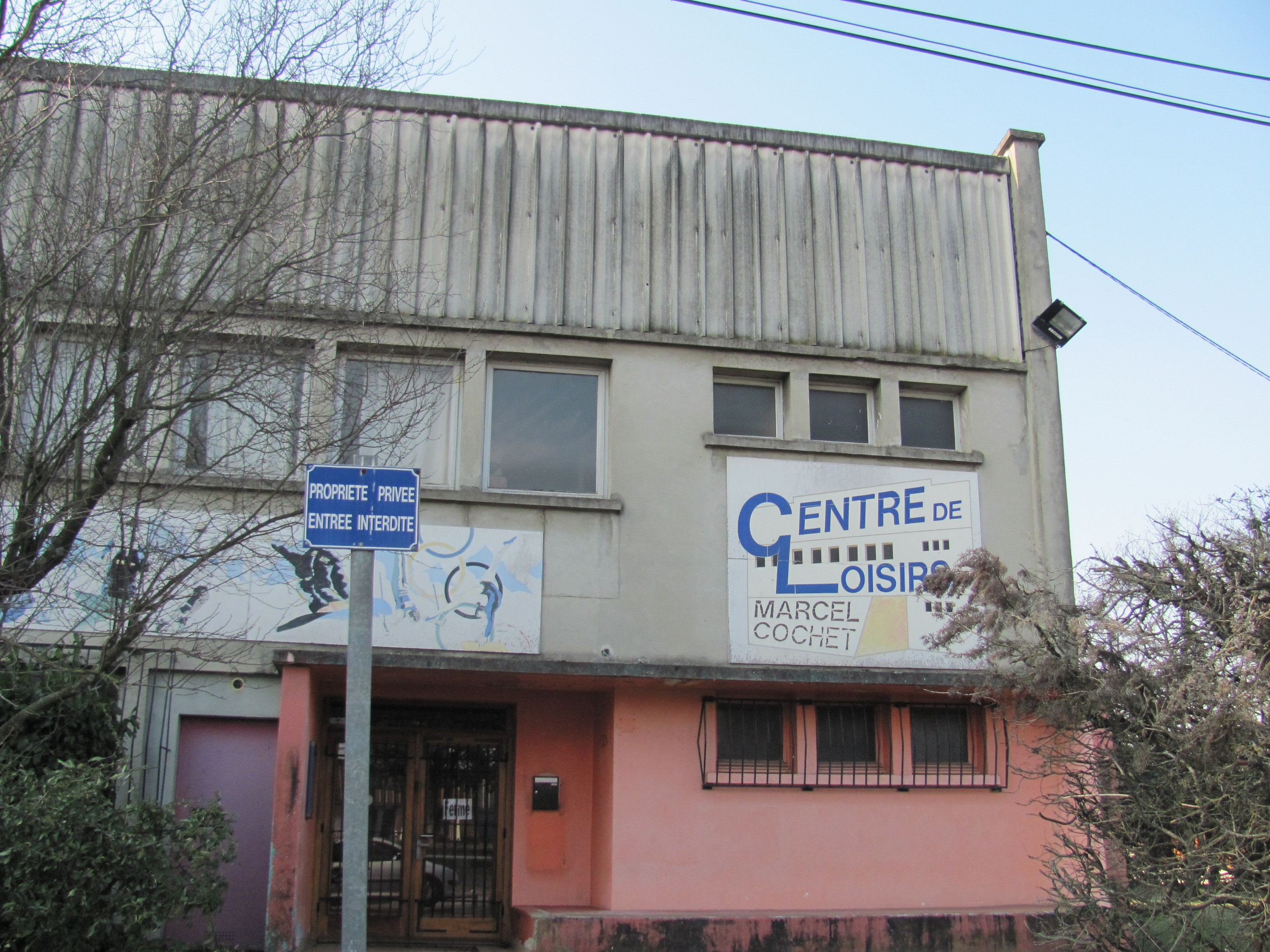
Le centre Marcel-Cochet, l'un des acquis de la grève de mars-avril 1967.

Finalement un accord est obtenu à minuit passé : celui-ci doit encore être soumis à l'assemblée générale des grévistes organisée dès le lendemain, le 6 avril : le texte (incluant des augmentations de salaires, des améliorations relatives à la prime de rendement et un certain nombre de points relatifs aux œuvres sociales) est approuvé à l'issue de l'AG. Parmi les points relatifs aux œuvres sociales, se trouve la mise à disposition d'un local dédié qui sera le centre Marcel-Cochet. Celui-ci a existé jusqu'à l'été 2013 et sa fusion au sein du centre social Artémis. En 2022, le site est en travaux pour la construction d'un bâtiment résidentiel.
En 1968, comme dans toutes les usines de France, une grève illimitée est votée à une large majorité des salariés ; néanmoins, la « grande grève » de l'usine reste sans doute plutôt celle de mars-avril 1967.

#### Fin deLa Cellophane
À partir de 1973-1974, à cause du premier choc pétrolier et de la concurrence du polypropylène, l'activité périclite. Un plan de licenciement est envisagé et annoncé au personnel, ce qui provoque une grande grève, du 13 au 25 février 1976. En 1979, le siège parisien de La Cellophane est vendu, la direction s'installant alors à La Part-Dieu puis à Saint-Maurice-de-Beynost. Malgré ces efforts, la société est absorbée par Rhône-Poulenc qui la divise en deux entités : Rhône-Poulenc Films et Rhône-Poulenc Systèmes.

### Depuis 1979

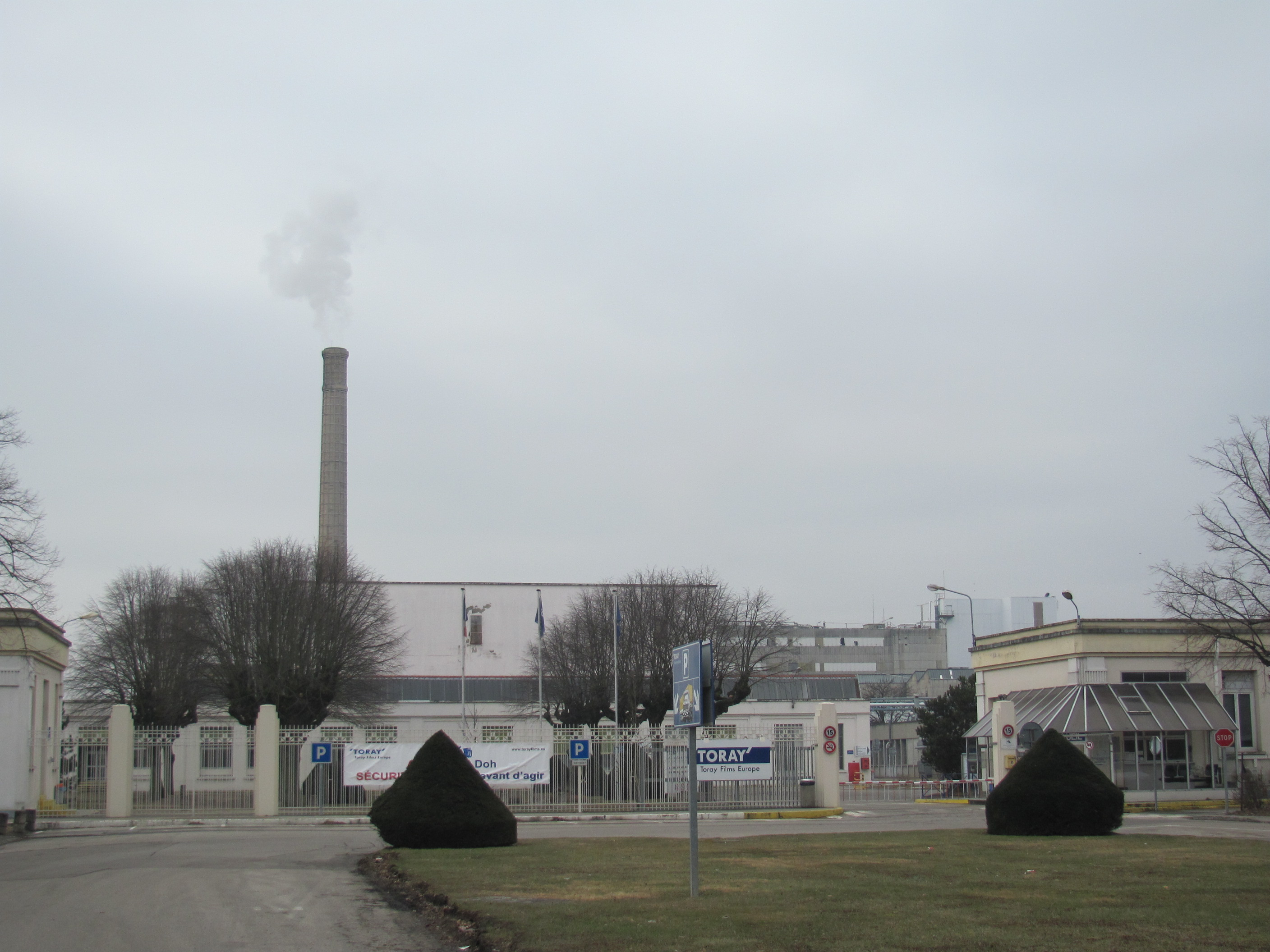
Vue de la Place d'Arménie, sur laquelle donne l'entrée de l'usine.

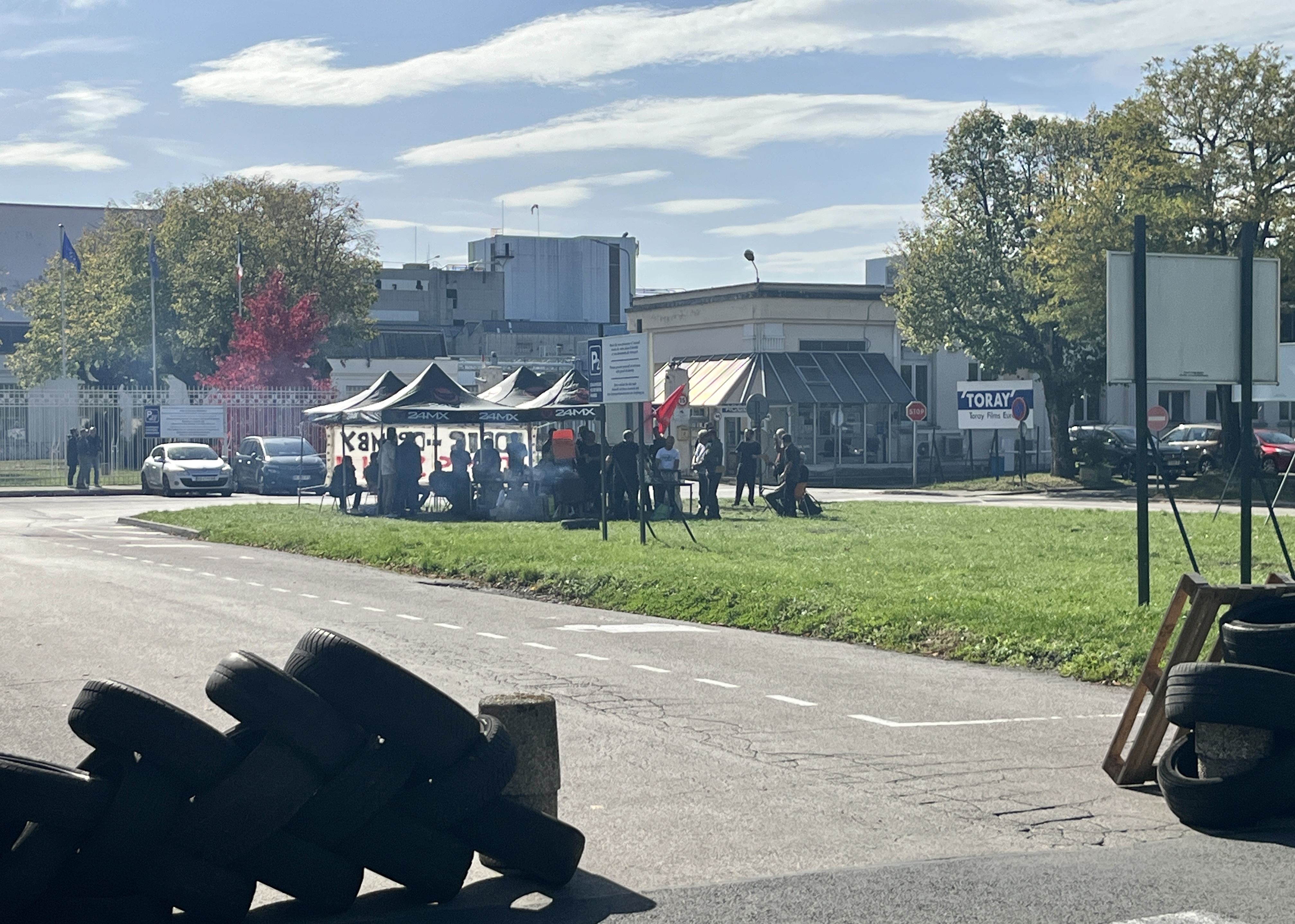
Grève de plusieurs semaines au sein de l'usine en octobre 2022.

À partir de 1979, l'usine fonctionne sous l’égide de Rhône-Poulenc Films.  Rhône-Poulenc cherchant activement un repreneur pour son activité Rhône-Poulenc Films ; après avoir un temps pressenti Du Pont de Nemours, l'activité « Films » est cédée à Toray en 1996. Cet achat implique une baisse de 25 % des effectifs, les faisant passer de 600 à 450 employés. Cette baisse du nombre d'employés a provoqué des grèves, parfois de plusieurs jours comme par exemple en février 2002, en raison du sous-effectif constaté par les syndicats. En 2009, le chiffre d'affaires de l'usine est de 172 millions d'euros. Fin 2011, 470 salariés travaillaient à l'usine de Saint-Maurice-de-Beynost.
Le 20 mars 2020, à la suite de la pandémie de Covid-19 ayant affecté plusieurs salariés, la direction annonce la mise à l'arrêt de l'usine dans son intégralité pendant plusieurs semaines.
L'arrêt Place d'Arménie du réseau de transport Colibri dessert l'usine, depuis début 2012.

## Productions successives

### Soie artificielle

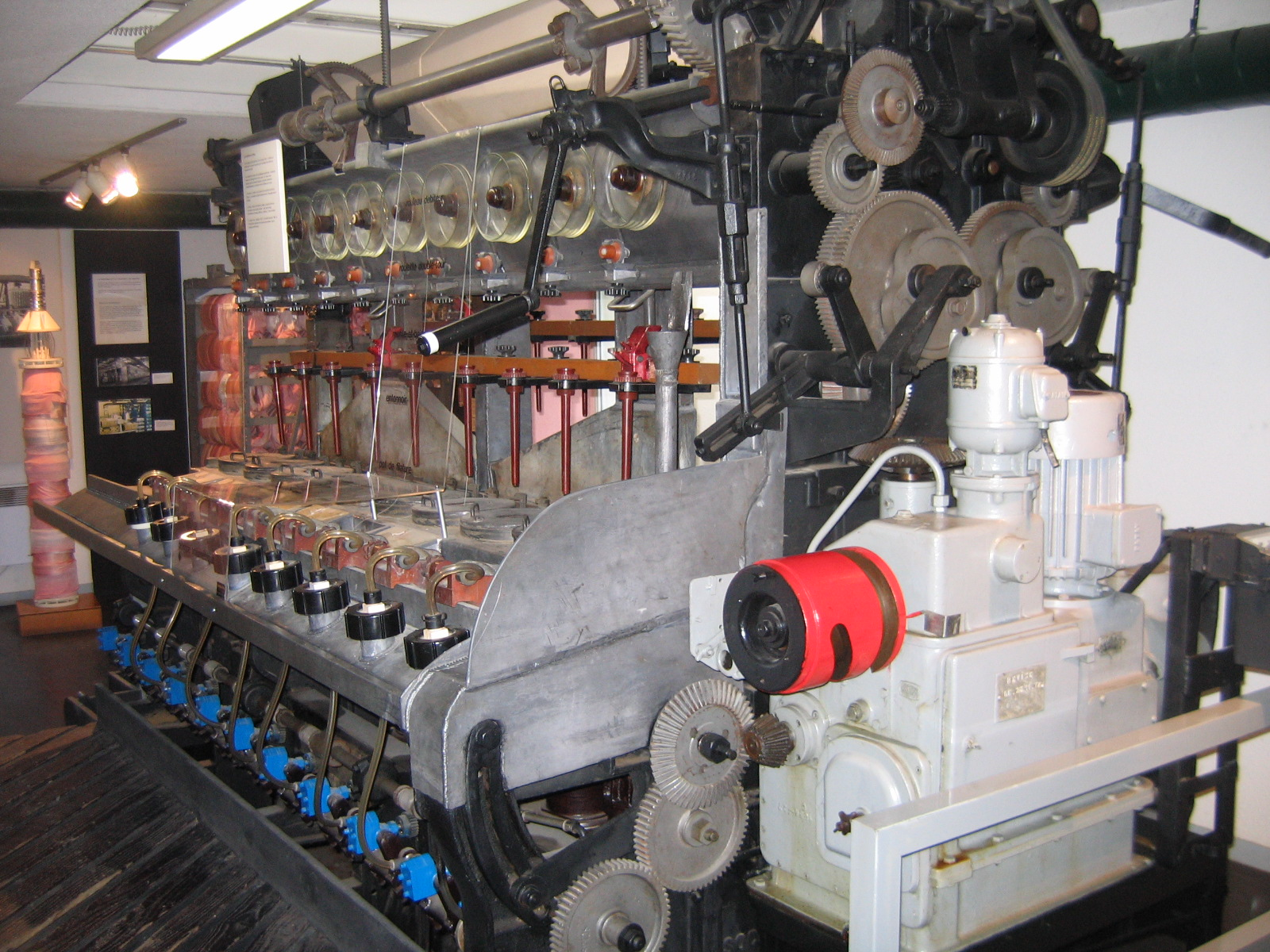
Fileuse utilisée pour l’étape de filature (musée de la viscose à Échirolles).

La matière première de la production est la cellulose, arrivant en général d'Europe du Nord, livrée à l'usine sous forme de plaques. Le processus de fabrication de la soie artificielle est alors le suivant : pressage des plaques de cellulose incluant un ajout de soude ; le résultat du pressage est alors broyé puis mélangé avec du sulfure de carbone. La pâte liquide ainsi obtenue est la viscose. Après quelques jours d’attente, cette viscose est prêt à être travaillé en atelier de filature.
Cette dernière étape consiste à créer des brins à l'aide d'une filière, qui sont ensuite enroulés sur des bobines. Une fois enroulés, les brins sont lavés puis séchés ; le moulinage permet enfin de créer les fils de soie.

### Film plastique
À partir de 1960 et la reprise de l'usine par la CIPSO, la production de soie artificielle est abandonnée au profit de celle de dérivés plastiques. En effet, la CIPSO regroupe à Saint-Maurice-de-Beynost toutes ses productions de pellicules, profilés et plaques en matière plastique : les productions de Bezons (Terphane) d'une part, et celles de Roussillon et Vénissieux (Rhodialite), d'autre part, sont transférées à l'usine ; s'y ajoutent de nouvelles productions comme celle de tubes en polyéthylène. La Cellophane oriente ensuite la production sur l'unique film plastique ; le choc pétrolier et la concurrence du polypropylène induisent alors un tassement de l'activité, malgré le dépôt de quelques brevets obtenus à la suite de recherches effectuées à l'usine (par exemple : Composite polyester films and process for producing the same en 1975). Néanmoins, les difficultés économiques encouragent la cession de l'usine à Rhône-Poulenc : en 1979, sous la dénomination Rhône-Poulenc Films, l'usine est la seule du groupe à produire de la pellicule polyester (film plastique).
EN 2022, Axens et Toray Films Europe lancent l’étude d’une usine de recyclage chimique du polytéréphtalate d'éthylène sur le site de Saint-Maurice-de-Beynost.

## Installation et conséquences

### Logements

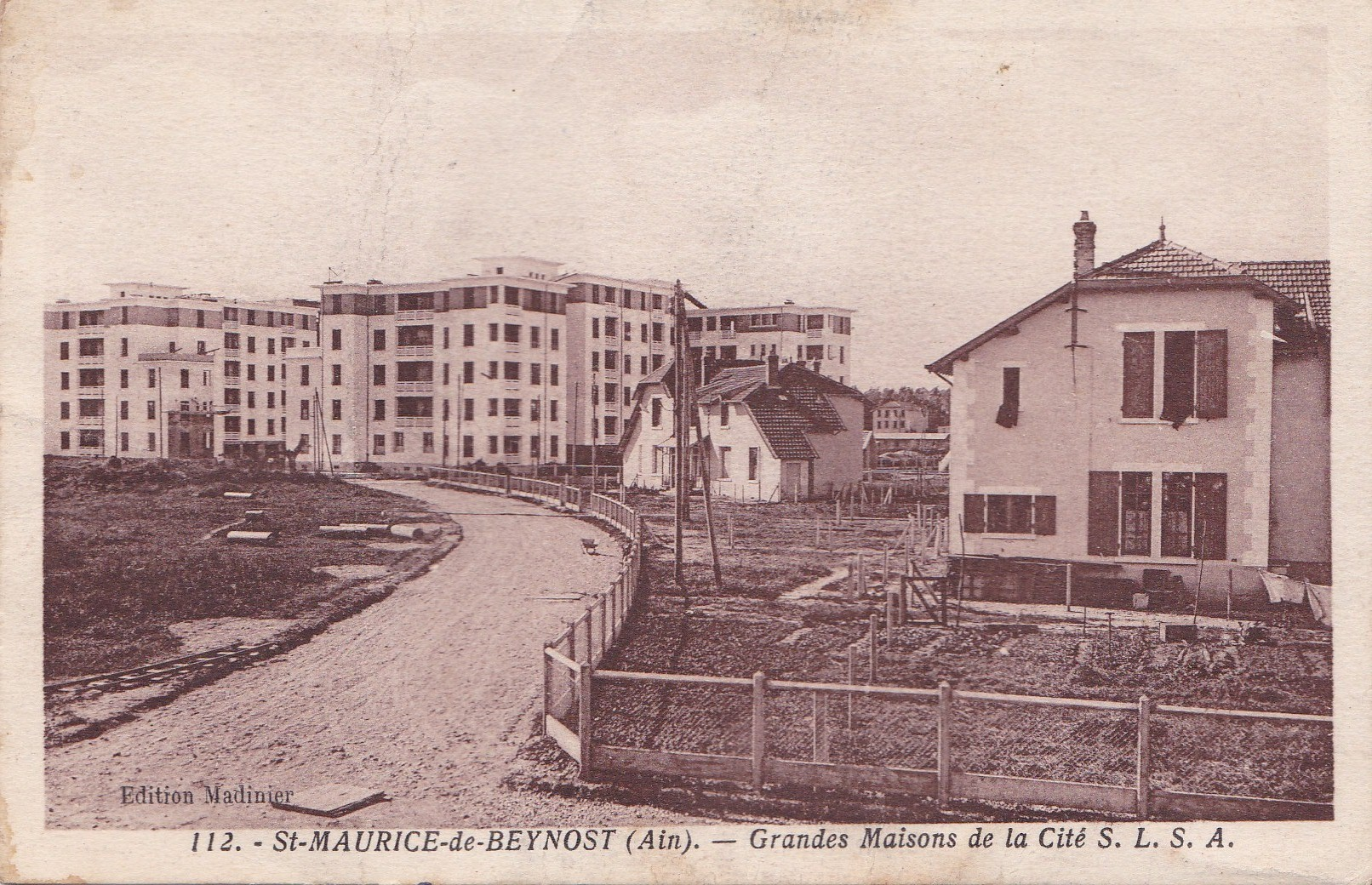
Vue de la « cité de la soie » dans les années 1930 : grands immeubles et exemple de maisons ouvrières.

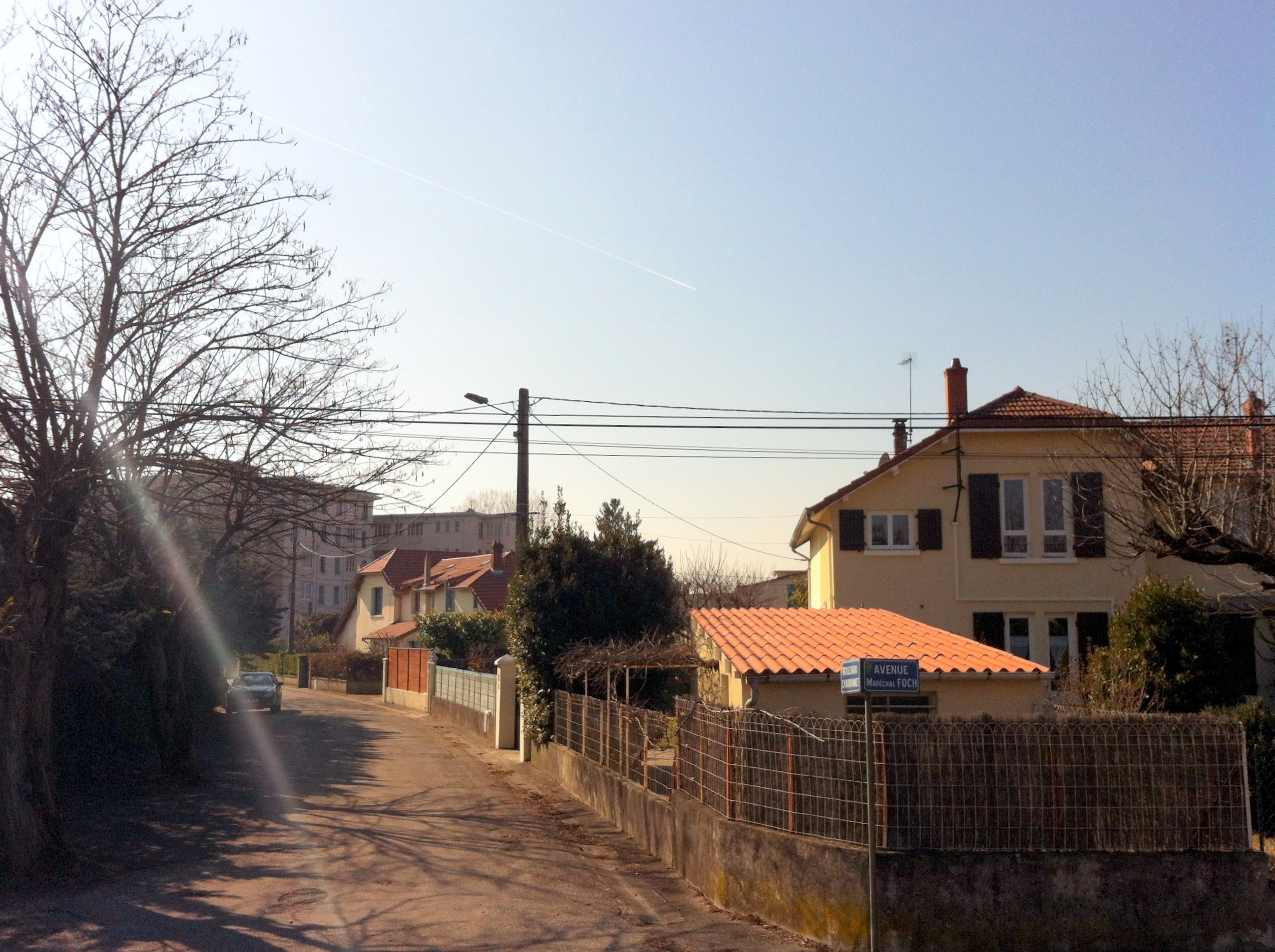
Vue de la « cité de la soie » dans les années 2010 ; photographie depuis l'angle de l'avenue Foch et du boulevard Chardonnet.

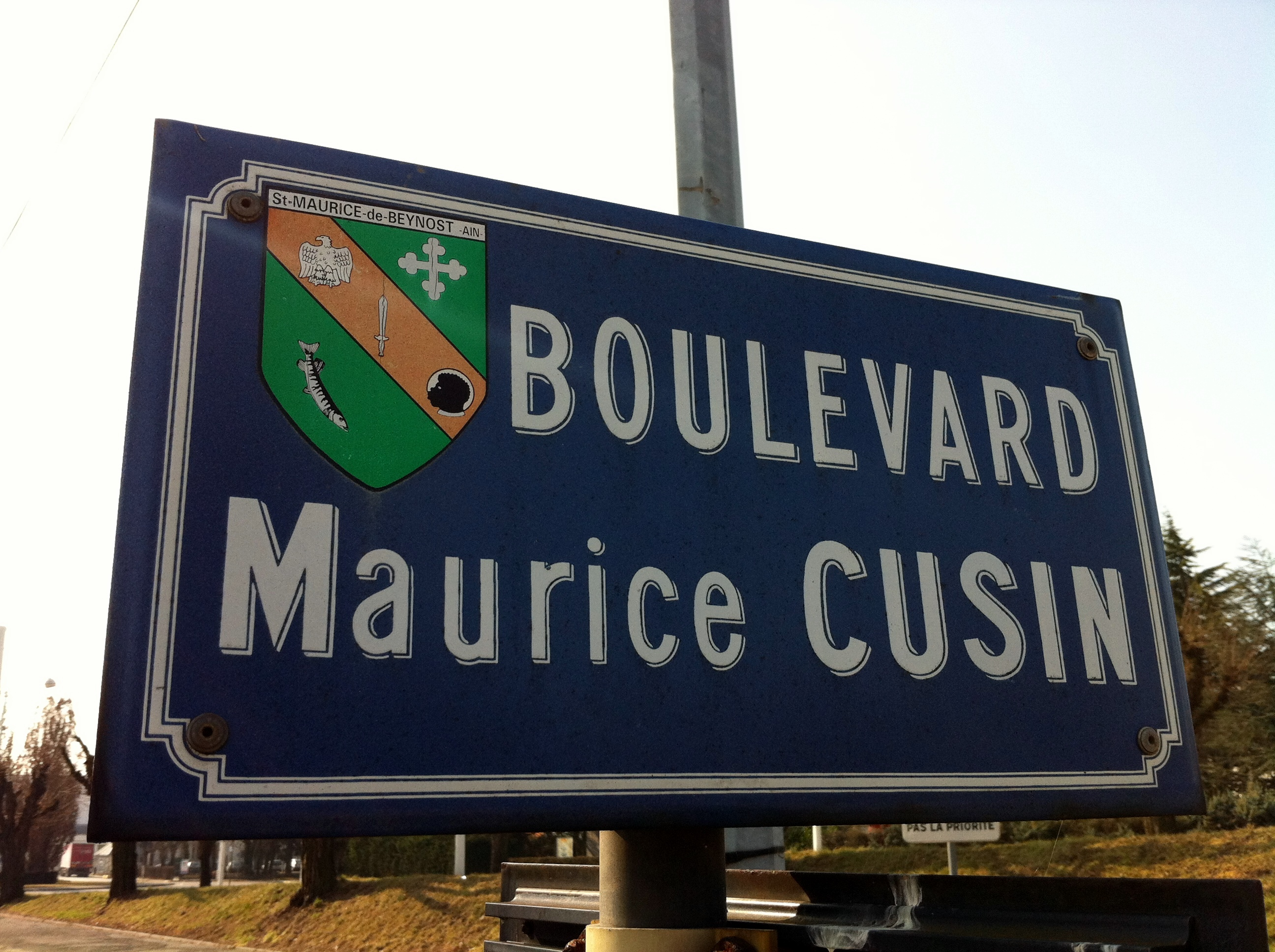
Un panneau du boulevard Maurice-Cusin.

L'afflux massif de population à Saint-Maurice-de-Beynost, dès 1929, pose rapidement la question du logement. À l'initiative de Maurice Cusin et dans une optique quelque peu paternaliste, est construite la « cité de la soie » ou « cité Toray » sur près de 45 hectares. Celle-ci comprend de grands immeubles et un ensemble de petites maisons mitoyennes disposant chacune d'un jardinet. On dénombre quatre ou cinq grands types de logements dans la cité de la Soie. L'esprit de la construction de ce quartier peut être illustré par une plaquette éditée par l'usine en 1933 :

« Les ouvriers trouvent là un confort qu'ils n'avaient jamais connu auparavant. Chaque appartement est doté de l'électricité et de l'eau courante. Ils rivalisent de soins pour entretenir leur logement et leur jardin ; la plupart ont en outre une petite basse-cour. »

— Plaquette de présentation de l'usine, de 1933.
La présence de l'usine permet également une certaine amélioration des conditions de vie dans la cité : le pompage du Rhône étant assuré par la SLT (pour ses besoins industriels), l'eau courante potable est gratuite dans la cité ; la perte de temps due à l'attente aux passages à niveaux, entraîne la construction du pont au-dessus de la ligne de chemin de fer, reliant ainsi la cité à Saint-Maurice Le-Haut. Ce pont longtemps surnommé le « pont Cusin » s'appelle aujourd'hui l'avenue Maurice-Cusin. Vers la fin des années 1960, deux bâtiments pour célibataires, d'une vingtaine de chambres au total, ont été construits pour loger le personnel.
La cité de la soie fait l'objet d'une monographie photographique des Monuments historiques, réalisée par l’architecte Francisque Chevallet.
Par la suite, les besoins en logement collectif de l'après-guerre conduisent à la création du quartier dit « Les Folliets » dans les années 1960, au lieu-dit « le pré Folliets ».
Les travaux commencent en 1962-1963 par la construction de deux immeubles de trente-deux et vingt-quatre logements chacun. Entre 1965 et 1967, quatre autres immeubles sont construits. Enfin, entre 1973 et 1977, trois autres immeubles sont construits, pour atteindre, en 1980, un total de 276 logements où logeait un tiers de la population municipale (alors d'environ 3 700 habitants en 1980). Aujourd'hui, le quartier est le principal quartier d'habitat collectif de Saint-Maurice-de-Beynost, s’étendant sur une superficie de 5 ha.

### Vie quotidienne

#### Sécurité
La présence de l'usine sur le territoire communal implique un risque de type industriel qui fait l'objet de différents plans de sauvegarde dont un plan communal de sauvegarde.
Historiquement, en matière de sécurité des personnes, la construction de l'usine a pour conséquence la présence d'une gendarmerie à Saint-Maurice-de-Beynost. En effet, le 23 novembre 1929, le conseil municipal, inquiet de l'arrivée d'une nouvelle population dans la commune, donne son aval à la création d'un poste fixe de gendarmerie qui sera finalement situé Avenue des Îles. En 1934, le constat de l'inutilité du poste est fait et est alors annoncée sa suppression, malgré l'opposition du conseil municipal conduit par le maire Amédée Bardet :

« Le maintien du poste de gendarmerie est justifié par le fait de l'existence d'une nombreuse population ouvrière, composée en majorité d'étrangers. »

— Compte-rendu du conseil municipal de Saint-Maurice-de-Beynost du 28 avril 1934
Le poste de gendarmerie est néanmoins supprimé dès 1934.

#### Cultes

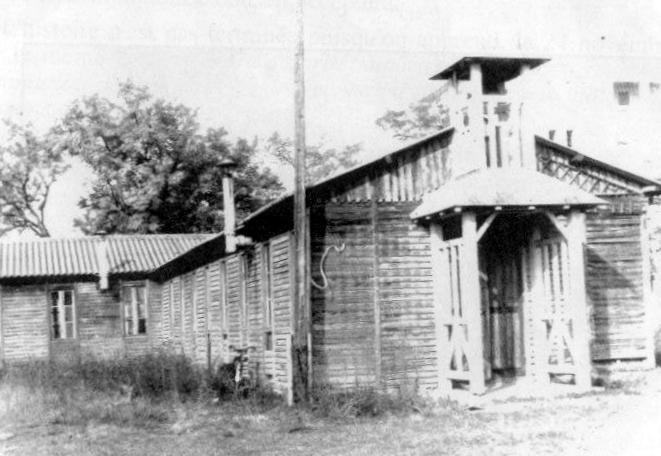
Chapelle Notre-Dame-des-Bruyères de Saint-Maurice-de-Beynost.

L'église Saint-Maurice ne pouvant contenir qu'une centaine de personnes, une chapelle en bois fut rapidement construite en 1930, pour accueillir les ouvriers. Elle fut détruite en 1972, soit deux ans après la construction de l’église Notre-Dame à Saint-Maurice Le-Bas. Dédiée à Notre-Dame-des-Bruyères, elle était localisée à l'emplacement actuel de la cantine de l’usine (45° 49′ 31″ N, 4° 58′ 58″ E).
L'installation de cette chapelle fut, semble-t-il, favorisée par Maurice Cusin : la concentration géographique de l'habitat, du lieu de culte et de l'ensemble des activités annexes autour de l'usine, correspondait à sa vision paternaliste. Les arméniens de l'usine, de confession orthodoxe, ont parfois fréquenté la chapelle (catholique) même si la petite église arménienne Sainte-Marie de Décines fut utilisable dès 1932 contrairement à l'église arménienne Saint-Jacques de Lyon, qui fut consacrée tardivement, en 1963.

#### Sports

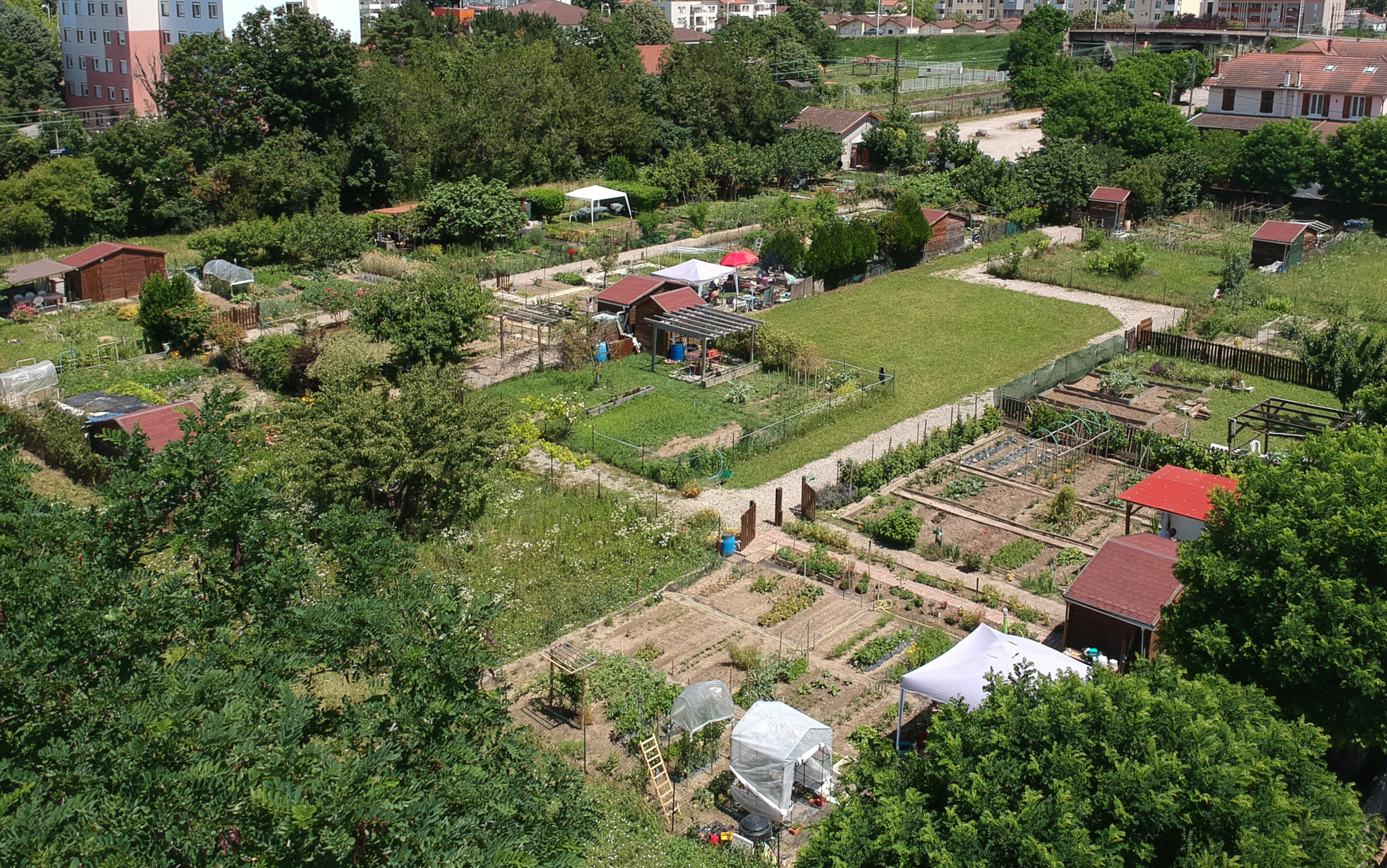
Les jardins familiaux de Saint-Maurice-de-Beynost, anciennement Stade Roland-Schmitt et anciennement encore Stade de la soie.

Le club de football Olympique Saint-Maurice (OSM) est officiellement créé le 28 février 1944 ; sa création est largement financée et encouragée par Maurice Cusin : en 1947, son fils Marcel Cusin est même sollicité pour prendre la direction du club, sollicitation à laquelle il donne une suite positive. L'usine finance également la construction du Stade de la soie, inauguré le 27 septembre 1947 : une rencontre y est organisée opposant l'OSM et le Servette de Genève. L'éclairage y est installé, chose assez exceptionnelle pour l’époque ; les professionnels de l’ASSE viennent d'ailleurs à Saint-Maurice-de-Beynost pour se familiariser avec cette nouveauté.
À la suite de la non-utilisation du stade consécutive à la fusion à laquelle participa l’OSM en 1999 pour donner naissance à Ain Sud Foot, le stade Roland-Schmitt ne fut plus utilisé (remplacé par le Stade du Forum). En 2010, le stade est reconverti en jardins familiaux.

## Lieux relatifs
| \| 100 mètres Place d'Arménie « Pont Cusin » Centre Marcel-Cochet Emplacement de l'ancienne chapelle Ancien Stade de la soie Avenue des îles \| - Périmètre de l'usine. - Périmètre des maisons ouvrières de la cité de la soie. - Périmètre des grands immeubles de la cité de la soie. Géolocalisation de lieux relatifs à l'usine, évoqués dans l'article. |
| 100 mètres Place d'Arménie « Pont Cusin » Centre Marcel-Cochet Emplacement de l'ancienne chapelle Ancien Stade de la soie Avenue des îles |

## Personnalités liées à l'usine
- Jean Chosson (d), maire de Saint-Maurice-de-Beynost de 1945 à 1965 a été salarié de l'usine.
- Hippolyte Doury (d), président de l'Olympique Saint-Maurice, a longtemps travaillé pour l'usine. La rue qui longe l'ancien stade de l'OSM porte son nom[42].
- Vincent Goutagny (d), homme politique et syndicaliste français. Employé de l'usine depuis la fin des années 1990 et habitant de Saint-Maurice-de-Beynost[43], il a été le candidat de Lutte ouvrière à plusieurs élections, entre autres législatives 2012 et 2017, régionales 2010 et 2015.